# Mini Metro

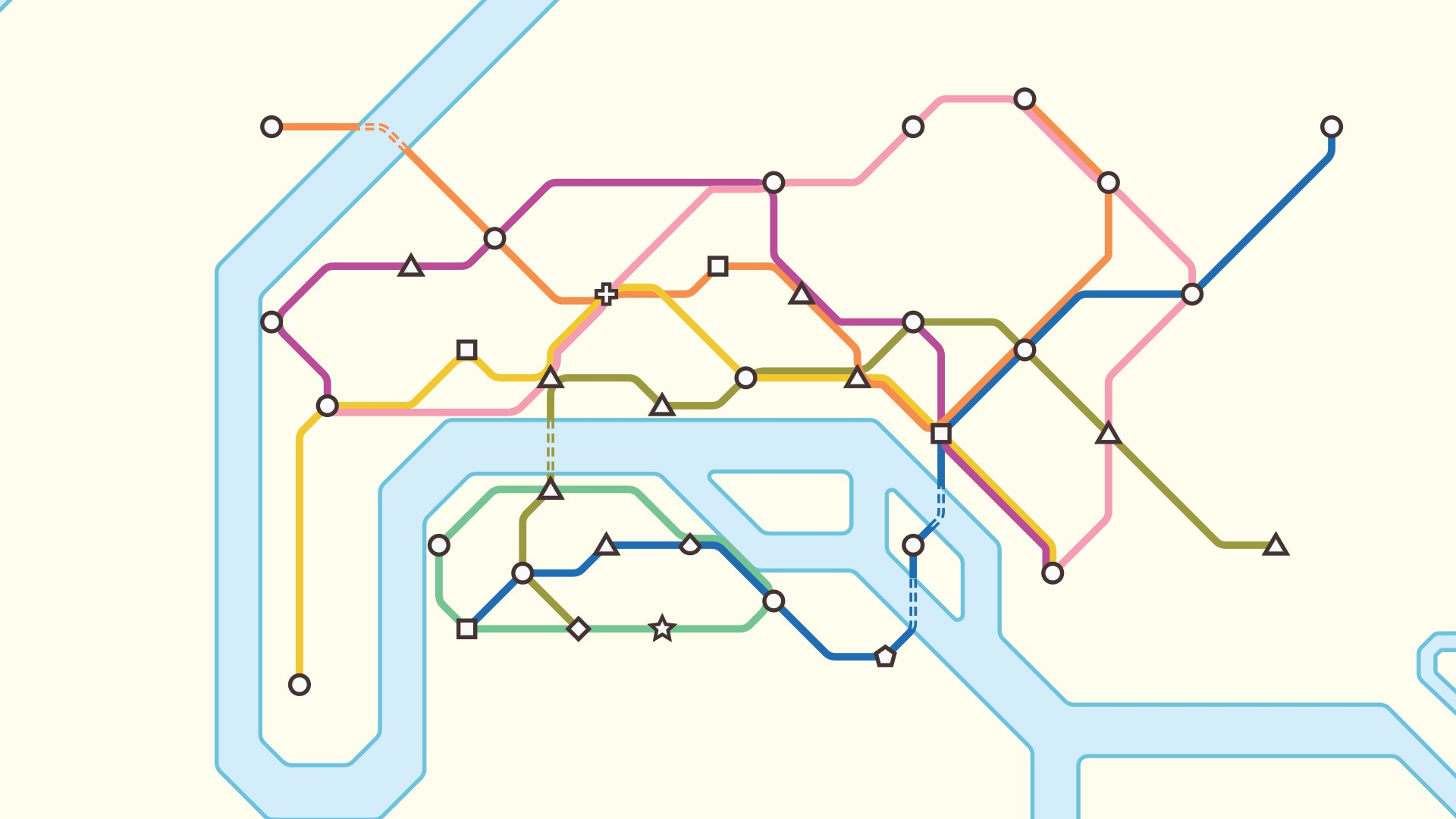
Przykładowa mapa – Paryż – z gry.

Mini Metro – niezależna gra strategiczna stworzona przez Dinosaur Polo Club. Celem gry jest zarządzanie siecią metra w pewnym mieście, które rozrasta się w miarę postępów w grze. Za każdym razem gdy na mapie pojawi się nowy przystanek, gracz musi tak zmodyfikować sieć, którą zarządza, aby całość była płynna i wydajna. Jeżeli na jakiejś stacji pasażerowie zostaną zaniedbani, sieć metra zostaje zamknięta, a gracz przegrywa.

## Produkcja
Gra stanowi rozwinięcie projektu Mind The Gap stworzonego w kwietniu 2013 roku podczas jednej z edycji konkursu Lurum Dare. Pierwszą wersję pre-alpha wydano we wrześniu 2013. W sierpniu 2014 gra została wydana na platformie Steam pod postacią wczesnego dostępu. Wersja finalna ukazała się 9 listopada 2015.

## Odbiór
Gra spotkała się z ciepłym przyjęciem przez krytyków.
Kasjan Nowak z serwisu Gamerweb pochwalił twórców za „przemyślane podejście do tematu” i „minimalistyczną oprawę graficzną”. Spostrzegł jednak, że gra szybko może się znudzić. Gra uzyskała wynik 7/10 w recenzji czasopisma CD-Action.
W serwisie Metacritic gra uzyskała średnią 77 punktów bazującą na 8 opiniach krytyków.